# 喜蓮獎星
喜蓮獎星（英語：Helene Paragon，來港前稱，2012年4月10日—2019年2月25日），是一匹曾在西班牙、法國和香港出賽的賽駒，來港後練馬師是約翰摩亞。競賽生涯中兩勝國際一級賽。

## 簡介
在法國由Fernando Perez-Gonzalez訓練的「喜蓮獎星」來港前曾出賽7次，獲2冠1亞2季。
2016年6月19日，莫雷拉策騎「喜蓮獎星」勝出香港三級賽精英碟。賽後，莫雷拉說道：「早段居後時坐騎走來相當放鬆，走勢甚佳。轉入直路時，牠仍大把在手，之後在直路上衝刺凌厲，很快已趕過所有對手並帶離勝出，牠確是匹前景亮麗的好馬。今日的場地乾快，有利馬兒刷新場地紀錄時間。」練馬師約翰摩亞說道：「牠上仗跑來搶口，未能找到遮擋，沿途走外疊，步速亦不合。今日的賽事有利牠於從後追趕，而牠亦能以勁勢衝刺。我們已預期牠將可在末段以勁勢追前。牠性能廣泛，1600米或2000米都適合牠發揮，因此如一切順利的話，我們會為牠同時報名於12月11日舉行的香港一哩錦標及香港盃。」
2016年7月10日，莫雷拉策騎「喜蓮獎星」勝出第一班盃賽沙田一哩錦標。賽後，莫雷拉說道：「牠是一匹鬥心頑強的賽駒。牠今天的表現令我留下深刻印象。看來牠會是最有實力參加12月香港一哩錦標的賽駒之一。我每次策騎牠上陣，牠均有所進步。相信牠的實力足以角逐12月的國際賽事，而且可望取得好成績。我很高興今次能夠策騎牠出賽。」練馬師約翰摩亞說道：「此駒潛質優厚。牠看來日漸顯露一級賽賽駒潛質。莫雷拉下馬後說，牠表現甚佳。以沙田一哩錦標冠軍結束這個馬季，實在令人高興。我們期待此駒能於12月與『步步友』及『滿樂時』在香港一哩錦標中同場比拼。」
2017年1月30日，貝湯美策騎「喜蓮獎星」勝出國際一級賽董事盃。賽後，貝湯美說道：「這是一場一級賽，大家都是寸步不讓的，這是意料中事，尤其在香港。我作出這決定時，我已知道坐騎有能力辦到。假如我不知道坐騎實力如何，我便不會這樣做，因為這或會是有點兒吃虧。我讓牠移出後，牠便想再度衝刺。一般來說，馬匹移出後，沒有像牠這樣快便能重拾平衡和加速，大多需要跑幾步後才能如此。這說明馬兒質素優良。」練馬師約翰摩亞說道：「我廄包辦此賽三甲是難得的成績。某程度上也算是未能勝出香港一哩錦標的補償。牠果然名不虛傳，是一匹來自西班牙的勇士。牠今日要奮力地移出取位，然後以勁勢衝刺。牠今日領先『美麗大師』衝線的距離，正是我預期牠在香港一哩錦標中領先該駒的距離，牠當日稍為欠運而未能取勝。」
2017年2月26日，貝湯美策騎「喜蓮獎星」勝出國際一級賽女皇銀禧紀念盃。由於「喜蓮獎星」的馬主之一胡家驊剛於週四去世，所以貝湯美獲勝既感喜悅，但同時亦難掩一點憂傷之情。賽後，貝湯美說道：「我於早段一度並非居於理想位置，但我必須能讓坐騎輕鬆競跑。我不想在早段催迫牠以跟上馬群。我知道到了賽事某個階段，通常在首次轉彎時，對手便會略為加速，而我那時便可上前追上牠們。我知道『步步友』此時態況不及我的坐騎勇銳。我的坐騎季內出戰較多，所以我便利用這個優勢。我於轉直路彎時向外移出，並希望在『步步友』加速之前落後牠不足一個馬位，否則我便無法與牠一起上前衝刺，因為我知道牠在最佳狀態時威力驚人。不過，『步步友』仍值得一讚，因為牠全力拼鬥到底，只在最後五十米才有點後勁不繼，使我的坐騎有機會超越牠。不過，我仍然認為『步步友』表現出色。但我必須指出，我的坐騎正在不斷進步。牠的陣上經驗尚淺，但牠的表現會隨著年齡增長而不斷進步。」練馬師約翰摩亞說道：「這是一場令人心情複雜的勝仗。我感謝胡氏家族讓『喜蓮獎星』今天出賽。牠是我廄的鬥士，而且永不言敗，今天憑頑強鬥志取得勝利。實在很有滿足感。很高興看到我廄的三匹參賽馬均能力拼到底。被貝湯美形容為鬥士的『喜蓮獎星』永不言棄，今仗全力鬥拼至終點，表現十分出色。」「喜蓮獎星」今仗以6倍賠率獲勝，而被問到這是否表示此駒已取代了「步步友」的地位時，約翰摩亞表示：「不是。我相信我仍能夠令『步步友』稍後的狀態比今天更好一點，所以我不會因為牠的健康或年齡而認為牠的實力有所減退。牠可望重振雄風，而我認為牠跑一哩途程會表現更佳。」
自從2017年初「喜蓮獎星」連勝1600米董事盃及1400米女皇銀禧紀念盃兩項國際一級賽後表現下滑，一直未再勝，更因一對後足足底趾屈肌腱纖維受損及康復進度緩慢，2018/2019馬季一直未曾上陣。及後「喜蓮獎星」因一對後肢淺趾屈肌腱再度受傷，延至2018年11月7日退役。
2019年2月25日，「喜蓮獎星」退役後被運往新西蘭時，途中遭遇不幸意外，最後傷重不治。

## 在港勝出賽事全紀錄
| 比賽日期   | 賽事名稱             | 賽事班次 | 賽道 | 賽事路程 | 比賽馬場 | 名次 | 完成時間 | 騎師   |
| ---------- | -------------------- | -------- | ---- | -------- | -------- | ---- | -------- | ------ |
| 06/03/2016 | 澳門讓賽             | 第二班   | 草地 | 1800米   | 沙田馬場 | 1    | 1:47.59  | 莫雷拉 |
| 01/05/2016 | 太平洋讓賽           | 第二班   | 草地 | 1400米   | 沙田馬場 | 1    | 1:22.42  | 莫雷拉 |
| 19/06/2016 | 精英碟（讓賽）       | HKG3     | 草地 | 1800米   | 沙田馬場 | 1    | 1:45.83  | 莫雷拉 |
| 10/07/2016 | 沙田一哩錦標（讓賽） | 第一班   | 草地 | 1600米   | 沙田馬場 | 1    | 1:33.33  | 莫雷拉 |
| 30/01/2017 | 董事盃               | G1       | 草地 | 1600米   | 沙田馬場 | 1    | 1:34.38  | 貝湯美 |
| 26/02/2017 | 女皇銀禧紀念盃       | G1       | 草地 | 1400米   | 沙田馬場 | 1    | 1:21.31  | 貝湯美 |

## 在港一級賽出賽全紀錄
| 比賽日期   | 賽事名稱             | 賽事班次 | 賽道 | 賽事路程 | 比賽馬場 | 名次 | 完成時間 | 騎師   |
| ---------- | -------------------- | -------- | ---- | -------- | -------- | ---- | -------- | ------ |
| 20/03/2016 | 寶馬香港打吡大賽2016 | HKG1     | 草地 | 2000米   | 沙田馬場 | 5    | 2:02.37  | 貝湯美 |
| 11/12/2016 | 浪琴表香港一哩錦標   | G1       | 草地 | 1600米   | 沙田馬場 | 2    | 1:33.57  | 布文   |
| 30/01/2017 | 董事盃               | G1       | 草地 | 1600米   | 沙田馬場 | 1    | 1:34.38  | 貝湯美 |
| 26/02/2017 | 女皇銀禧紀念盃       | G1       | 草地 | 1400米   | 沙田馬場 | 1    | 1:21.31  | 貝湯美 |
| 30/01/2017 | 冠軍一哩賽           | G1       | 草地 | 1600米   | 沙田馬場 | 3    | 1:35.39  | 貝湯美 |
| 10/12/2017 | 浪琴表香港一哩錦標   | G1       | 草地 | 1600米   | 沙田馬場 | 3    | 1:33.91  | 貝湯美 |
| 28/01/2018 | 董事盃               | G1       | 草地 | 1600米   | 沙田馬場 | 8    | 1:35.10  | 貝湯美 |
| 25/02/2018 | 女皇銀禧紀念盃       | G1       | 草地 | 1400米   | 沙田馬場 | 7    | 1:21.35  | 貝湯美 |

## 在港以外大賽出賽全紀錄
| 比賽日期   | 賽事名稱     | 賽事班次 | 賽道 | 賽事路程 | 比賽馬場       | 名次 | 完成時間 | 騎師         |
| ---------- | ------------ | -------- | ---- | -------- | -------------- | ---- | -------- | ------------ |
| 02/04/2015 | 高山錦標     | G3       | 草地 | 1400米   | 邁松拉菲特馬場 | 3    | —        | J-L Martinez |
| 10/05/2015 | 法國二千堅尼 | G1       | 草地 | 1600米   | 隆尚馬場       | 5    | —        | J-L Martinez |
| 12/07/2015 | 莊柏德大賽   | G1       | 草地 | 1600米   | 尚蒂伊馬場     | 3    | —        | J-L Martinez |

## 外部連結
- . 2016-06-19  [2020-02-16]. （原始内容存档于2019-01-01）.
- . 2016-07-10  [2020-02-16]. （原始内容存档于2019-01-02）.
- . 2017-01-30  [2020-02-16]. （原始内容存档于2020-04-23）.
- . 2017-02-26  [2020-02-16]. （原始内容存档于2020-04-23）.